# Catriona Sens
Catriona Sens (nacida Catriona Oliver, Sale, 2 de abril de 1980) es una deportista australiana que compitió en remo. Su esposo, Robert Sens, compitió en el mismo deporte.
Ganó una medalla de plata en el Campeonato Mundial de Remo de 2006, en la prueba de cuatro scull. Participó en dos Juegos Olímpicos de Verano, ocupando el sexto lugar en Atenas 2004 (ocho con timonel) y el octavo en Pekín 2008 (doble scull).

## Palmarés internacional
| Campeonato Mundial | Campeonato Mundial | Campeonato Mundial | Campeonato Mundial |
| Año                | Lugar              | Medalla            | Prueba             |
| ------------------ | ------------------ | ------------------ | ------------------ |
| 2006               | Eton (Reino Unido) | Medalla de plata   | Cuatro scull       |